# 高尔基水库
高爾基水庫（英語：Gorky Reservoir）是伏爾加河中游因高爾基水力發電廠水壩而形成的人工水庫，在1955-1957年間形成。
水庫長度為430公里，由雷賓斯克水壩至Gorodets水壩，橫跨俄羅斯雅羅斯拉夫爾州、科斯特羅馬州、伊萬諾沃州和下諾夫哥羅德州。
水庫上游是部分伏爾加河的天然河床，水道較窄，到尤里耶韋茨時闊度增至16公里。
水庫名稱源自水壩下游50公里的城市下諾夫哥羅德舊名高爾基。